# Kanal von Gap
Der Kanal von Gap ist ein Bewässerungskanal, der Wasser aus dem Fluss Drac in das Tal des Flusses Luye bei Gap führt.
Der Kanal wurde von 1864 bis 1880 gebaut und um 1954 restauriert.
Von einer Wasserfassung im Champsaur-Tal in der Nähe der Ortschaft Pont-du-Fossé aus führt der Kanal durch einen 4 Kilometer langen Tunnel unter dem Pass Col de Manse zu einem Sammelbecken bei Les Jaussauds oberhalb von Gap. Ein Zweig des Kanals führt von dort dem Berghang entlang gegen Südwesten zur Domäne Charance und bis in das Landwirtschaftsgebiet von Les Moines und der andere Zweig nach Nordosten. 
Im Jahr 2015 wurde die Wasserfassung neu gebaut und mit einem Fischpass und einem neuen Geschiebedurchlass ausgestattet. 

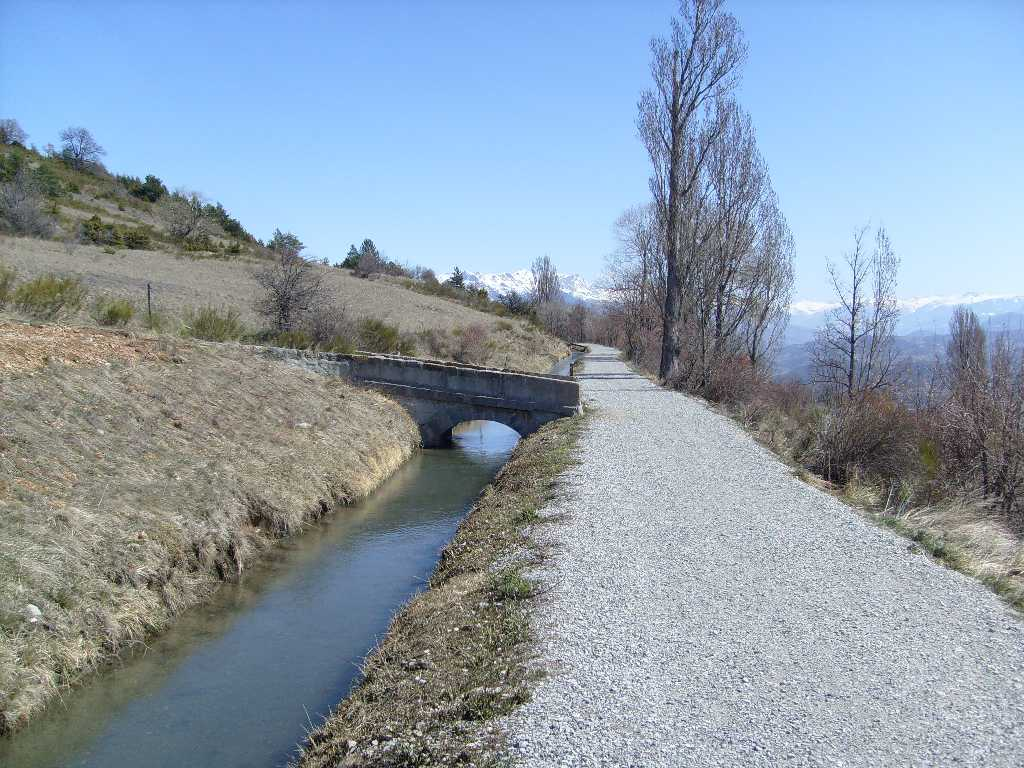
Kanal von Gap
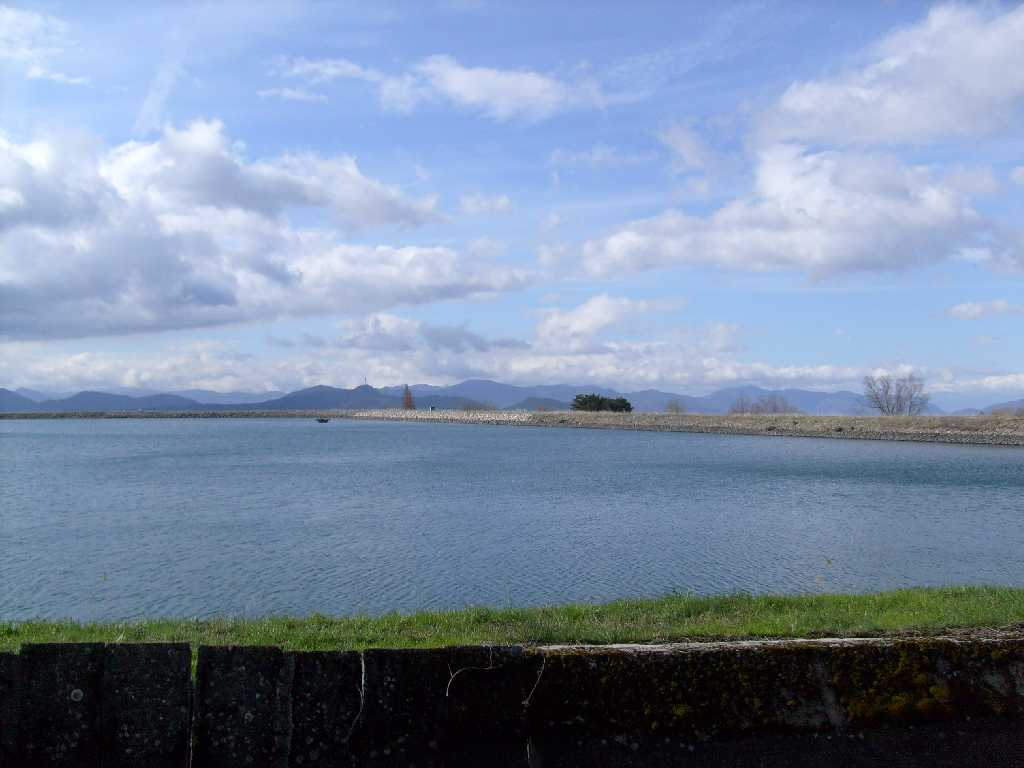
Reservoir bei Les Jaussauds
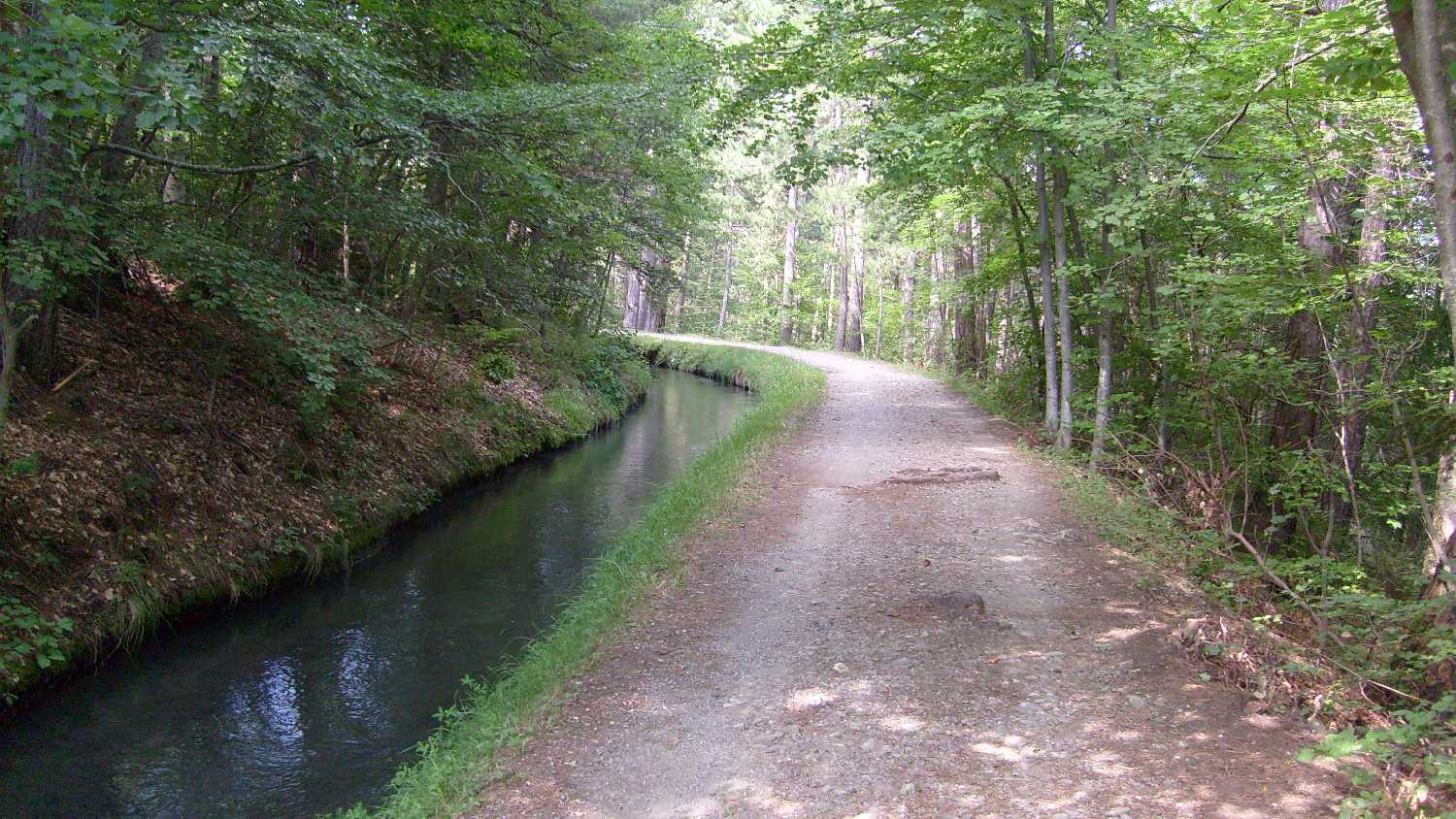
Kanalabschnitt in einem Wald
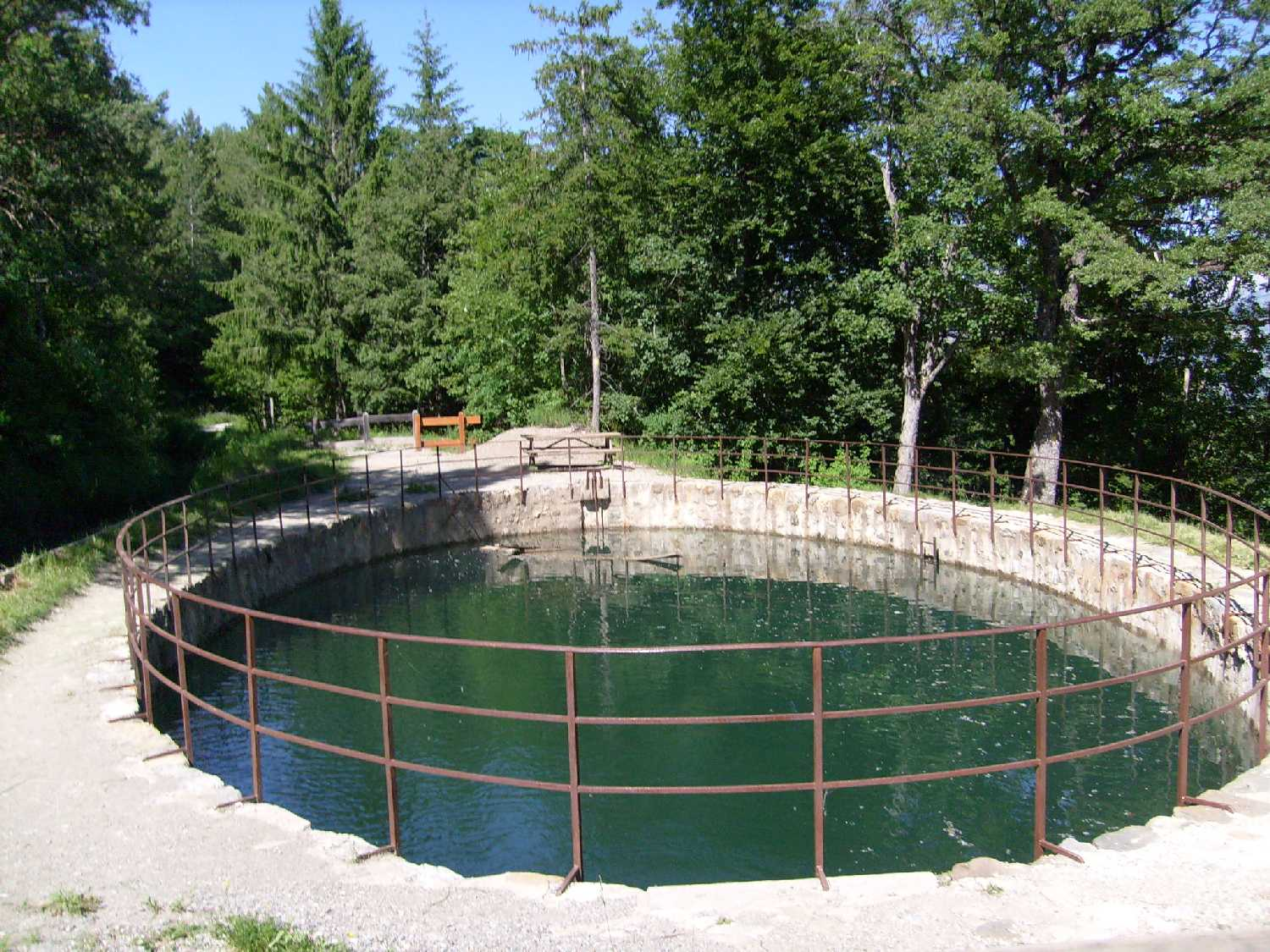
Schleuse bei Charance